# Robert Lawson Vaught
Robert Lawson Vaught (Alhambra, Califórnia, 4 de abril de 1926 – Berkeley, Califórnia, 2 de abril de 2002) foi um lógico matemático estadunidense. É um dos fundadores da teoria dos modelos.